# Gochujang

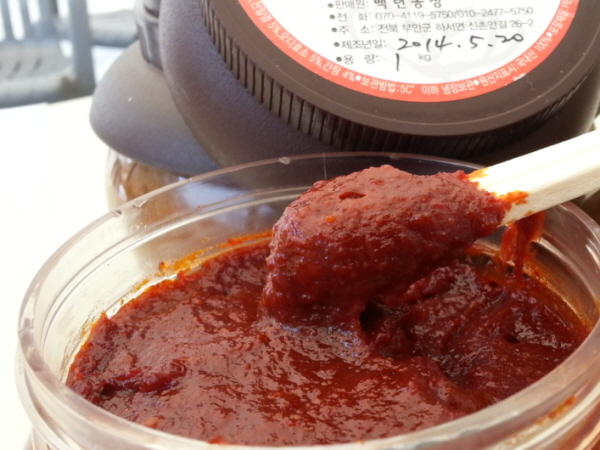
Gochujang

Gochujang (고추장) é um condimento coreano feito com uma pasta fermentada de malagueta, arroz glutinoso, soja e sal e é um dos condimentos mais importantes nesta culinária. 